# Илия Тетимов
Илия Тетимов или Титимов, известен като Заяка и Ковачевеца, е български революционер, войвода на Вътрешната македоно-одринска революционна организация и Вътрешната македонска революционна организация.

## Биография
Роден е в 1885 година в неврокопското село Ковачевица, тогава в Османската империя. Влиза във ВМОРО и в 1906 година е четник при Петър Милев.
При избухването на Балканската война в 1912 година е войвода на партизанска чета на Македоно-одринското опълчение, която участва в освобождаването на Неврокопско.
| Чета на МОО с командир Илия Тетимов | Чета на МОО с командир Илия Тетимов | Чета на МОО с командир Илия Тетимов | Чета на МОО с командир Илия Тетимов | Чета на МОО с командир Илия Тетимов | Чета на МОО с командир Илия Тетимов |
| Номер                               | Име                                 | Години                              | Околия                              | Селище                              | Бележка                             |
| ----------------------------------- | ----------------------------------- | ----------------------------------- | ----------------------------------- | ----------------------------------- | ----------------------------------- |
|                                     | Аврам Д. Баймаков                   |                                     | Зъхненско                           | Скрижово                            |                                     |
|                                     | Ангел Страхинов                     |                                     | Татарпазарджишко                    | Ковачево                            | Ранен на 15 ноември 1912 г.         |
|                                     | Георги Бебечев (Бебечов)            | 30                                  | Неврокопско                         | Фотовища                            |                                     |
|                                     | Георги Цоклев                       |                                     | Неврокопско                         | Фотовища                            |                                     |
|                                     | Никола Кузманов                     |                                     | Зъхненско                           | Скрижово                            |                                     |
|                                     | Стоил (Стойко) Баятев               | 22                                  | Неврокопско                         | Ковачевица                          |                                     |

След Първата световна война участва във възстановяването на ВМРО. Убит е в 1922 година от четата на Тодор Паница.